# Out (2024)
Out ist ein Filmdrama und das Spielfilmdebüt von Dennis Alink. Der in Schwarzweiß gedrehte, an die Lebensgeschichte des Regisseurs angelehnte Coming-of-Age-Film mit den Nachwuchsschauspielern Bas Keizer und Jefferson Yaw Frempong-Manson in den Hauptrollen feierte Ende Juni 2024 beim Frameline Filmfestival seine Premiere und kam im Oktober 2024 in die niederländischen Kinos.

## Handlung
Tom und Ajani sind schwul und führen heimlich eine Beziehung. Ajanis Eltern sind dem gegenüber recht aufgeschlossen, Tom jedoch getraut sich nicht, seiner Familie von seiner sexuellen Orientierung zu erzählen. An der Schule wollen sich beide nicht outen. Sie drehen gerade ihren eigenen Western im Polder von Twente und träumen von einem Leben als Filmemacher. Als sie an der Niederländischen Filmakademie angenommen werden, verlassen Tom und Ajani die engstirnige, ländliche Gemeinde und ziehen nach Amsterdam. Sie versuchen sich hier eine neue Existenz aufzubauen, wo es eine queere Szene gibt. Sie wollen in der Stadt als Filmemacher arbeiten.

## Produktion

### Regie und Drehbuch

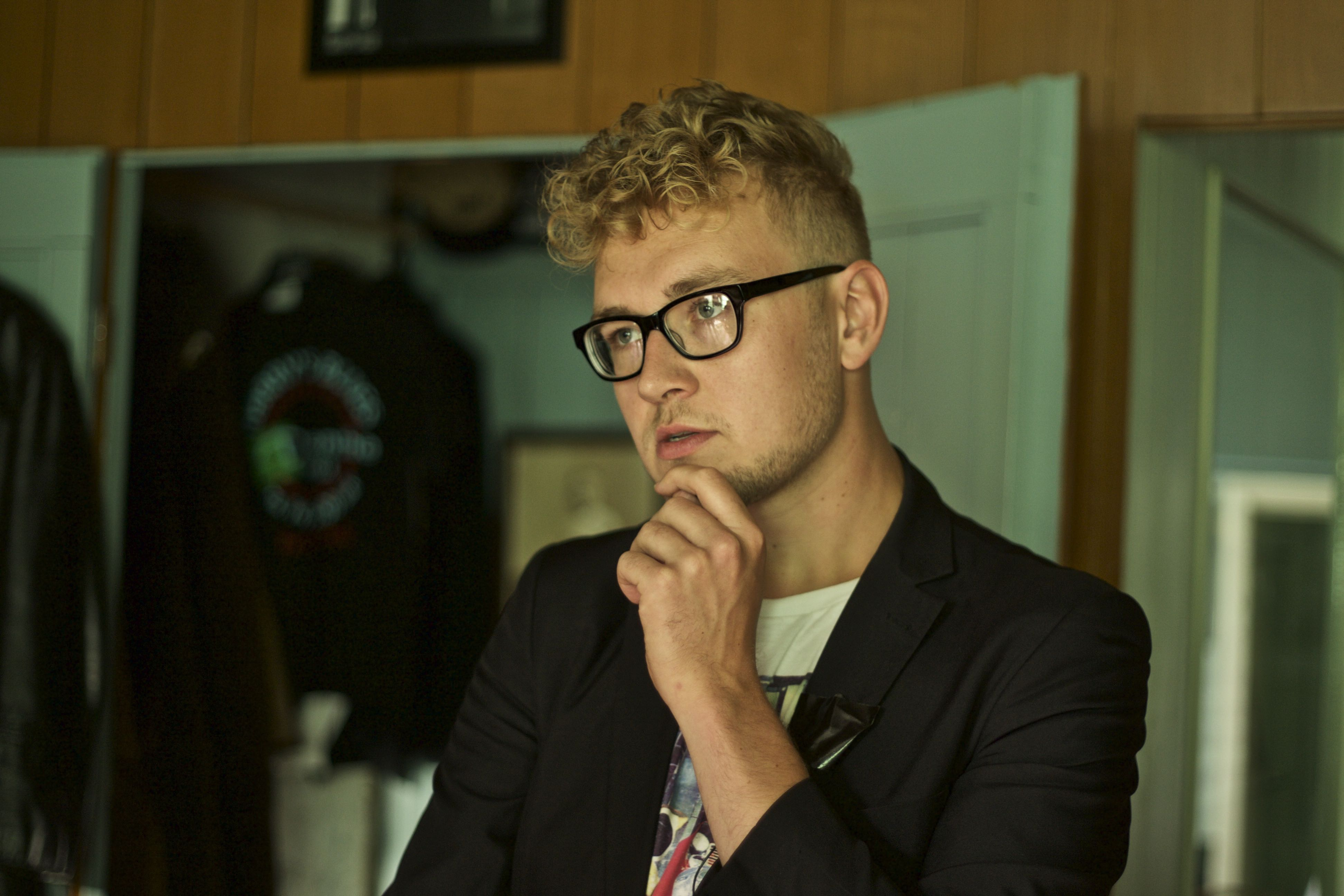
Das Leben von Regisseur Dennis Alink verlief ganz ähnlich wie das seiner Protagonisten

Regie führte der Niederländer Dennis Alink. Es handelt sich bei Out nach Sluizer Speaks, Unknown Brood, Goin' Rectal und Freek um seinen fünften Langfilm und sein Regiedebüt bei einem Spielfilm.  Alink wurde 1989 in Oldenzaal geboren, wuchs wie seine Protagonisten im ländlich geprägten Ootmarsum in der Gemeinde Dinkelland in der niederländischen Provinz Overijssel auf, beschloss im Alter von 16 Jahren Regisseur zu werden und lebt und arbeitet seit seinem Abschluss an der Niederländischen Filmakademie in Amsterdam. Anfänglich war er dort als Statist und später als Produktionsassistent tätig. In seinem ersten Dokumentarfilm mit dem Titel Sluizer Speaks geht es um den niederländischen Filmemacher George Sluizer, der unter anderem bei Spurlos und Dark Blood Regie führte, dem letzten Film des Schauspielers River Phoenix. In seinem zweiten Dokumentarfilm Unknown Brood beschäftigte sich Alink mit dem  niederländischen Blues- und Rockmusiker Herman Brood. In Freek beschäftigte er sich mit dem Lebenswerk von Freek de Jonge, einem niederländischen Comedian. Alink ist auch als Filmkritiker bei Midnight Movie Review tätig.
Das an Alinks Lebensgeschichte angelehnte Drehbuch schrieb Thomas van der Gronde. Im Jahr 2019 verfassten  Alink und van der Gronde ein Manifest unter dem Namen Dogma 19, angelehnt an das Manifest Dogma 95, das unter anderem von Lars von Trier und Thomas Vinterberg aufgesetzt wurde. Gemeinsam fungierten Alink und van der Gronde auch als Produzenten des Films.

### Besetzung und Dreharbeiten
Bas Keizer und Jefferson Yaw Frempong-Manson spielen in den Hauptrollen Tom und Ajani. Kaizer war in der Vergangenheit in verschiedenen niederländischen Fernsehserien zu sehen. Frempong-Manson ist aus der Fernsehserie Spangas bekannt. Bram Agterbos spielt ihren Freund Jeroen und André Manuel Toms Vater. Victor Löw und Henry van Loon spielen zwei Dozenten an der Amsterdamer Filmakademie. Robbert Rodenburg spielt einen Freund von Tom und Ajani, der sie in das Amsterdamer Nachtleben einführt. In weiteren Rollen sind Bert Eeftink, Merel ten Elzen und Laurens ten Den zu sehen. Mit dem Casting hatte Alink bereits Ende 2019 begonnen.
Die Dreharbeiten fanden größtenteils in und um den Ort Ootmarsum statt, wo Alink aufwuchs, und wurden Ende 2023 abgeschlossen. In Amsterdam dienten die Leidse Straat, die Nederlandse Filmacademy und der schwule Fetischclub Church in der Kerkstraat als Kulisse. Weitere Aufnahmen entstanden in Berlin. Der Arbeitstitel war One of Us. Van der Gronde war auch als Kameramann tätig, der den Film in Schwarzweiß drehte.

### Veröffentlichung
Die Premiere von Out fand am 25. Juni 2024 bei Frameline48 statt, der 48. Ausgabe des San Francisco International LGBTQ+ Film Festivals. Am 10. Oktober 2024 kam der Film in die niederländischen Kinos. Ab Mitte Oktober 2024 wird Out beim New Orleans Film Festival gezeigt. Ebenfalls im Oktober 2024 wird er beim OUTshine LGBTQ+ Film Festival vorgestellt.